# محافظة ورملاند
محافظة ورملاند (بالسويدية: Värmland County) هي محافظات السويد تقع في السويد في السويد.[بحاجة لمصدر] يقدر عدد سكانها بـ 272,773 نسمة ومساحتها 17,591.0 كم2 .

## المناخ
يظهر الجدول التالي التغييرات المناخية على مدار السنة لمحافظة ورملاند:
| البيانات المناخية لـمحافظة ورملاند | البيانات المناخية لـمحافظة ورملاند | البيانات المناخية لـمحافظة ورملاند | البيانات المناخية لـمحافظة ورملاند | البيانات المناخية لـمحافظة ورملاند | البيانات المناخية لـمحافظة ورملاند | البيانات المناخية لـمحافظة ورملاند | البيانات المناخية لـمحافظة ورملاند | البيانات المناخية لـمحافظة ورملاند | البيانات المناخية لـمحافظة ورملاند | البيانات المناخية لـمحافظة ورملاند | البيانات المناخية لـمحافظة ورملاند | البيانات المناخية لـمحافظة ورملاند | البيانات المناخية لـمحافظة ورملاند |
| الشهر                              | يناير                              | فبراير                             | مارس                               | أبريل                              | مايو                               | يونيو                              | يوليو                              | أغسطس                              | سبتمبر                             | أكتوبر                             | نوفمبر                             | ديسمبر                             | المعدل السنوي                      |
| ---------------------------------- | ---------------------------------- | ---------------------------------- | ---------------------------------- | ---------------------------------- | ---------------------------------- | ---------------------------------- | ---------------------------------- | ---------------------------------- | ---------------------------------- | ---------------------------------- | ---------------------------------- | ---------------------------------- | ---------------------------------- |
| الدرجة القصوى °م (°ف)              | 10.2 (50.4)                        | 12.6 (54.7)                        | 20.1 (68.2)                        | 25.8 (78.4)                        | 29.0 (84.2)                        | 32.5 (90.5)                        | 34.0 (93.2)                        | 32.0 (89.6)                        | 25.2 (77.4)                        | 20.0 (68.0)                        | 14.7 (58.5)                        | 11.5 (52.7)                        | 34.0 (93.2)                        |
| متوسط درجة الحرارة الكبرى °م (°ف)  | −0.2 (31.6)                        | 0.6 (33.1)                         | 5.2 (41.4)                         | 11.5 (52.7)                        | 16.2 (61.2)                        | 20.1 (68.2)                        | 22.6 (72.7)                        | 21.3 (70.3)                        | 16.8 (62.2)                        | 9.9 (49.8)                         | 5.0 (41.0)                         | 1.1 (34.0)                         | 10.8 (51.4)                        |
| المتوسط اليومي °م (°ف)             | −2.6 (27.3)                        | −2.3 (27.9)                        | 0.9 (33.6)                         | 6.1 (43.0)                         | 10.9 (51.6)                        | 14.7 (58.5)                        | 17.6 (63.7)                        | 16.5 (61.7)                        | 12.3 (54.1)                        | 6.5 (43.7)                         | 2.5 (36.5)                         | −1.6 (29.1)                        | 6.7 (44.1)                         |
| متوسط درجة الحرارة الصغرى °م (°ف)  | −5.1 (22.8)                        | −5.2 (22.6)                        | −3.3 (26.1)                        | 0.8 (33.4)                         | 5.6 (42.1)                         | 9.4 (48.9)                         | 12.7 (54.9)                        | 11.7 (53.1)                        | 7.7 (45.9)                         | 3.1 (37.6)                         | 0.1 (32.2)                         | −4.3 (24.3)                        | 2.7 (36.9)                         |
| أدنى درجة حرارة °م (°ف)            | −32.5 (−26.5)                      | −36.0 (−32.8)                      | −26.9 (−16.4)                      | −18.4 (−1.1)                       | −5.0 (23.0)                        | −1.8 (28.8)                        | 3.5 (38.3)                         | 1.0 (33.8)                         | −5.0 (23.0)                        | −12.0 (10.4)                       | −19.9 (−3.8)                       | −28.0 (−18.4)                      | −36.0 (−32.8)                      |
| الهطول مم (إنش)                    | 46.1 (1.81)                        | 32.8 (1.29)                        | 38.8 (1.53)                        | 39.0 (1.54)                        | 43.9 (1.73)                        | 56.3 (2.22)                        | 65.4 (2.57)                        | 76.1 (3.00)                        | 73.0 (2.87)                        | 70.7 (2.78)                        | 72.6 (2.86)                        | 50.7 (2.00)                        | 665.3 (26.19)                      |
| ساعات سطوع الشمس الشهرية           | 47                                 | 70                                 | 174                                | 220                                | 254                                | 287                                | 265                                | 223                                | 181                                | 103                                | 48                                 | 44                                 | 1٬916                              |
| المصدر #1:                         |                                    |                                    |                                    |                                    |                                    |                                    |                                    |                                    |                                    |                                    |                                    |                                    |                                    |
| المصدر #2:                         |                                    |                                    |                                    |                                    |                                    |                                    |                                    |                                    |                                    |                                    |                                    |                                    |                                    |

## أعلام
- كريستيان هولم